# إيزاكا أبودو
إيزاكا أبودو (بالفرنسية: Izaka Aboudou)‏ لاعب كرة قدم غاني، ولد في (14 مارس 1994) في نادي الجهراء.

## مسيرة اللاعب
لعب سابقاً مع رايل كلوب دو كاديوغو وحمام الأنف والملعب القابسي ونادي الفحيحيل والنجمة اللبناني والنجم المتلوي ونادي الكوكب ونادي نجران ونادي الجهراء.

## روابط خارجية
- إيزاكا أبودو على موقع Soccerway.com (الإنجليزية)